# أبو سدرة (جفال)
أبو سدرة (بالفارسية: ابوسدره) هي قرية تقع في إيران في قسم جفال الريفي. يقدر عدد سكانها بـ 1,166 نسمة .